# Gojbulja
Gojbulja (en serbocroata: Goljbulja / Гојбуља) o Gojbuljë (en albanés: Gojbulë) es un pueblo en el municipio de Vučitrn del distrito de Mitrovica de Kosovo. Gojbulja es uno de los cuatro pueblos serbios de Vučitrn y uno de los enclaves serbios en Kosovo. 

## Geografía
El pueblo está situado a orillas del río Trstenica y al pie de Kopaonik, a unos 4 km al noreste de Vučitrn.

## Historia
Gojbulja se menciona por primera vez en un registro fiscal otomano (defter) de 1455, como un pueblo con 33 casas y una iglesia, dedicada a Santa Petka. Las fuentes históricas mencionan la aldea de Batvara, donde se conservan los restos de un cementerio serbio de la primera mitad del siglo XVIII. Gojbulja fue reconstruida en 1820.  
Los restos de la antigua iglesia, cuyo fundador fue el rey Esteban Milutin, y el antiguo cementerio fueron inscritos en el registro de monumentos culturales en 1965. Sobre el túmulo de esa antigua iglesia, que se encuentra en el cementerio rural, se construyó en 1986 una nueva iglesia dedicada a Parascheva. La iglesia fue quemada durante los disturbios en Kosovo de 2004. En 2006 la iglesia fue profanada y saqueada. Se restauraron la iglesia, la casa parroquial y el refectorio del pueblo, pero queda mucho esfuerzo por restaurar el interior y ponerlo a disposición de misas regulares. El pueblo forma parte de la jurisdicción eclesiástica de la eparquía de Raška y Prizren.  

## Demografía
La evolución demográfica de Gojbulja entre 1948 y 2011 fue la siguiente:
| 449                                                 | 502 | 1275 | 482 | 473 | 423 | 454 | 588 |
| (Fuente: Population of Kosovo since Yugoslav times) |     |      |     |     |     |     |     |

Según el censo de 1981, los serbios formaban el 100% de la población de Gojbulja. Sin embargo, en el censo de 2011 (boicoteado parcialmente por los serbios), los albaneses representaban el 97,96% de la población (576 personas); los serbios, el 1,7% (10 personas); y los bosniacos, el 0,34% (2 personas).

## Infraestructura

### Educación
Hay una escuela primaria local en el pueblo.

### Transporte
En Gojbulja se construyó una carretera asfaltada hasta Vučitrn.